# Bruno Tognaccini
Bruno Tognaccini (Pian di Sco, Italia, 13 de diciembre de 1932 - Pian di Sco, Italia, 17 de agosto de 2013). Fue un ciclista italiano, profesional entre 1953 y 1962, cuyo mayor éxito deportivo lo obtuvo en la Vuelta a España donde conseguiría 1 victoria de etapa en la edición de 1957.

## Palmarés
| 1956 - Trofeo Matteotti - 1 etapa en el Tour de Europa - 1 etapa en el Giro de Italia 1957 - 1 etapa en la Vuelta a España 1958 - 1 etapa de la Roma-Nápoles-Roma |